# Trælanípa
Trælanípa är en udde i Färöarna (Kungariket Danmark).   Den ligger i sýslan Vága sýsla, i den centrala delen av landet, 24 km väster om huvudstaden Tórshavn. Trælanípa ligger vid sjön Sørvágsvatn.
Terrängen inåt land är lite kuperad. Havet är nära Trælanípa söderut.  Närmaste större samhälle är Vestmanna, 15,4 km norr om Trælanípa. 